# Череп и кости (телесериал)
«Череп и кости» (англ. Crossbones) — американский телесериал канала NBC. Создателями шоу выступили Нил Кросс, Джеймс В. Харт и Аманда Уэллс. Премьера сериала состоялась 30 мая 2014 года.
Телесериал создан по мотивам книги Колина Вударда «Пиратская республика» (англ. The Republic of Pirates). В основе сюжета отчасти лежат реальные события, происходившие в начале XVIII веке на острове Нью-Провиденс, а также легендарные  жизнеописания знаменитого пирата Эдварда Тича по прозвищу Чёрная Борода.
24 июля 2014 года было объявлено, что сериал закрыт. Оставшиеся два эпизода были показаны 2 августа 2014 года.

## Сюжет
Сюжет повествует о вымышленных, по большей части, событиях из жизни знаменитого пирата Эдварда «Чёрная Борода» Тича на острове Нью-Провиденс и других островах Багамского архипелага.

## В ролях

### Основной состав
- Джон Малкович — Эдвард «Чёрная Борода» Тич[5]
- Ричард Койл — Том Лоу[6]
- Клэр Фой — Кейт Бальфур[6]
- Ясмин Эл Массри — Селима Эль Шарад
- Дэвид Хофлин — Чарльз Райдер
- Крис Перфетти — Тим Флетч
- Трэйси Айфичор — Ненна Ажанлекоко[6]

### Второстепенный состав
- Питер Стеббингс — Джеймс Бальфур
- Джулиан Сэндс — Уильям Джаггер
- Эзра Баззингтон — Освальд Эйзенгрим
- Генри Херфорд — Фредерик Найтингейл
- Эйми Маллинз и Лорен Шоу — Женщина в белом / Антуанетта
- Эмильен Де Фалько — Алайн Мерсольт
- Кевин Райан — Джон Финнеган
- Натали Блэр — Роуз Драйден
- Генри Херефорд — дикарь
- Мариса Альварез — Нелли
- Рикардо Хиноа — Анигнатиус Лок
- Фрэнсис Росас — губернатор Фернандо де Портекарреро
- Ник Меннелл — Ричард Лестер

## Производство
Телеканал анонсировал телесериал в мае 2012 года как уже утверждённый проект. Первые 10 эпизодов были заказаны и 15 октября 2012 года в Пуэрто-Рико началось производство сериала. Первоначально предполагалось, что телесериал станет частью расписания в межсезонье, но позже сериал сместился на лето. Студия Georgeville Television, которая ранее участвовала в производстве сериала, вышла из проекта.

## Эпизоды
| № | Название                                                              | Режиссёр        | Автор сценария                                                                | Дата премьеры  | Зрители в США (млн) |
| - | --------------------------------------------------------------------- | --------------- | ----------------------------------------------------------------------------- | -------------- | ------------------- |
| 1 | «The Devil's Dominion» «Владения дьявола»                             | Дэвид Слэйд     | Нил Кросс, Джеймс В. Харт и Аманда Уэллс                                      | 30 мая 2014    | 4,91                |
| 2 | «The Covenant» «Пакт»                                                 | Киаран Доннелли | Блейк Мастерс                                                                 | 6 июня 2014    | 3,64                |
| 3 | «The Man Who Killed Blackbeard» «Человек, который убил Чёрную Бороду» | Стивен Шилл     | Нил Кросс                                                                     | 20 июня 2014   | 2,95                |
| 4 | «Antoinette» «Антуанетта»                                             | Дэн Аттиас      | История: Элизабет Сарнофф и Майкл Оатс Палмер Телесценарий: Майкл Оатс Палмер | 27 июня 2014   | 2,19                |
| 5 | «The Return» «Возвращение»                                            | Терри Макдоно   | Майкл Оатс Палмер                                                             | 11 июля 2014   | 2,60                |
| 6 | «A Hole in the Head» «Дыра в голове»                                  | Деран Сарафян   | Джош Фридман                                                                  | 18 июля 2014   | 2,52                |
| 7 | «Beggarman» «Нищий человек»                                           | Дэн Аттиас      | Нил Кросс                                                                     | 25 июля 2014   | 2,41                |
| 8 | «Crossbones» «Череп и кости»                                          | Деран Сарафьян  | Нил Кросс                                                                     | 2 августа 2014 | 1,54                |
| 9 | «Blackbeard» «Чёрная борода»                                          | Киаран Доннелли | Нил Кросс                                                                     | 2 августа 2014 | 1,57                |

## Релиз на DVD и Blu-ray
2 сентября 2014 года все девять серий сериала вышли на DVD и Blu-ray Disc в США.